# Kampus

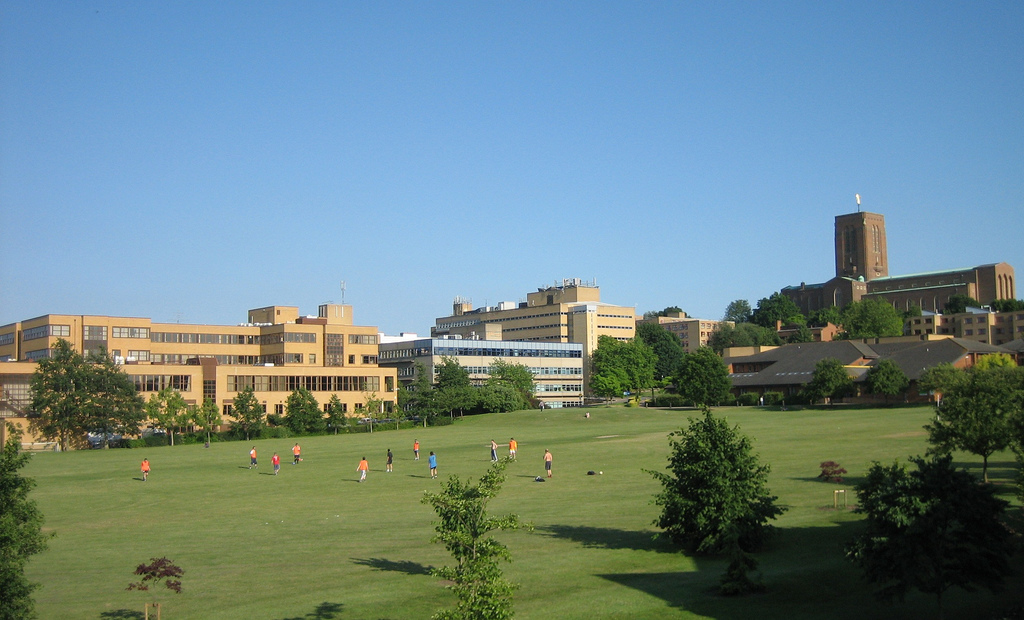
Kampus univerzity v Surrey (Spojené království)

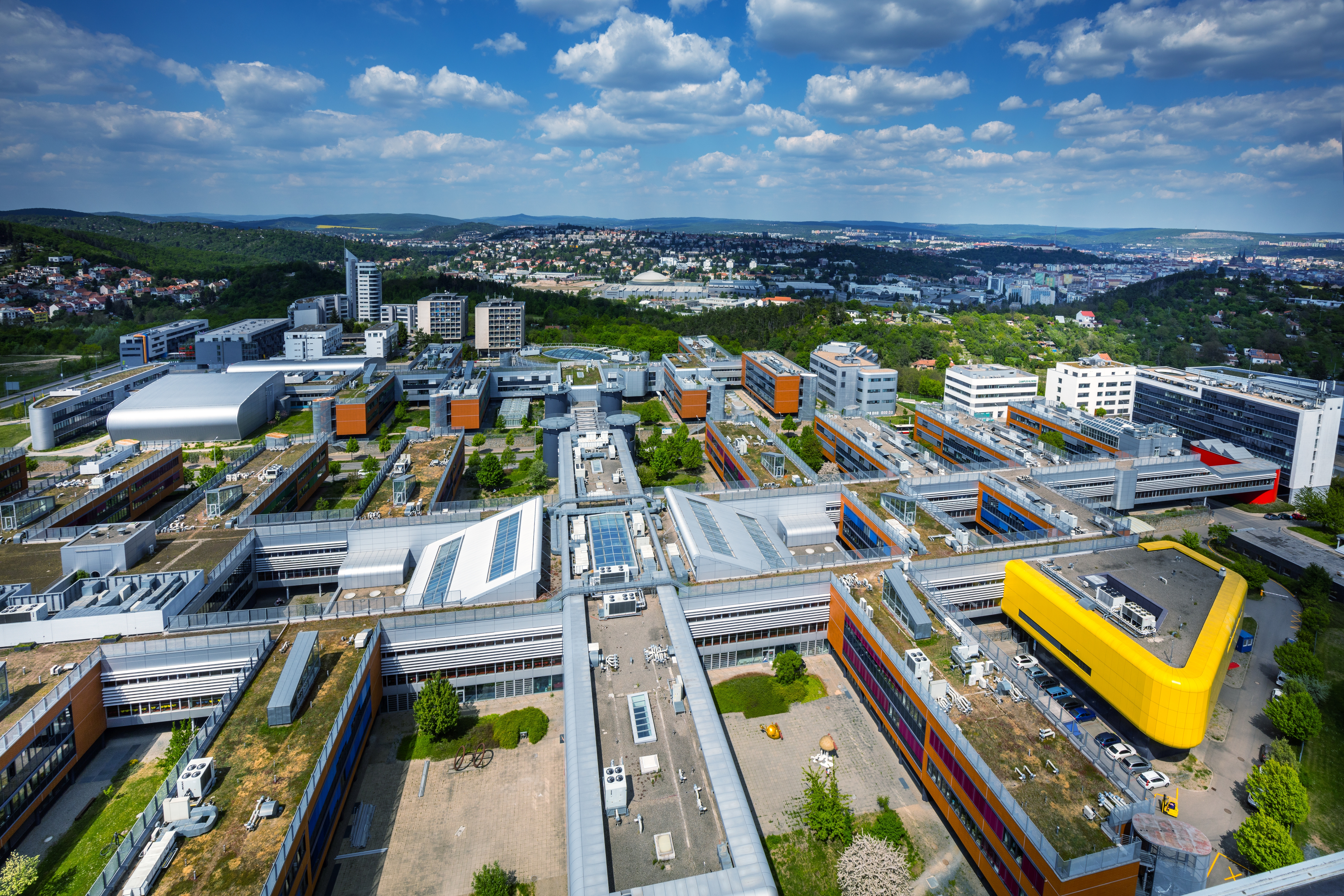
Kampus Masarykovy univerzity v Brně-Bohunicích

Kampus (nebo též angl. campus [kæmpəs], z lat. campus - pole, cvičiště apod.) označuje souvislý rozsáhlý areál vysoké školy či univerzity, často umístěný v okrajové části města. 

## Historie
Ačkoli již u středověkých univerzit zejména v Evropě existovala tradice, kdy klášterní chodby byly využívány jako místo společného života a práce učitelů se studenty, samotný výraz campus byl poprvé použit až při založení College of New Jersey (dnešní Princetonská univerzita) v roce 1746. Další kampusy pak vznikaly v průběhu 18. století zejména v britském a americkém prostředí (zde se používají také výrazy yard či field), ale přibližně od poloviny 20. století je běžný také v dalších částech světa. 
Kampus je obvykle součástí univerzity či vysoké školy, existují však také výjimky, jako např. Microsoft campus, Apple Campus, Googleplex apod.

## Popis
Univerzitní kampus bývá často poměrně rozsáhlý, zahrnuje zelené plochy (parky, hřiště), budovy s učebnami a laboratořemi, knihovny, studovnami i studentskými kolejemi. Typický kampus má rozlohu mnoha hektarů a bývá umístěn na okraji velkého města, případně i mimo městskou oblast. V těchto areálech také bývají zřízeny restaurace, obchody apod. 
Hlavní předností kampusu je soustředění výuky, studia i bydlení a oddělení od městského provozu, což podporuje soustředění na studium a vědecké bádání. Naopak jistou nevýhodou může být právě vzdálenost od města a jeho kulturního i jiného života.

## Kampusy v Česku
Největším univerzitním kampusem v Česku je kampus Masarykovy univerzity v brněnských Bohunicích. Jedním z prvních kampusů v Česku byl (nedokončený) areál Univerzity Karlovy na Albertově, budovy ČVUT v Praze v Dejvicích nebo areál Vysoké školy zemědělské v Suchdole. Po roce 1989 vznikly další kampusy, například při Západočeské univerzitě v Plzni, Jihočeské univerzitě v Českých Budějovicích, či při Univerzitě Jana Evangelisty Purkyně v Ústí nad Labem a jinde.